# John Edwards (Politiker, 1953)

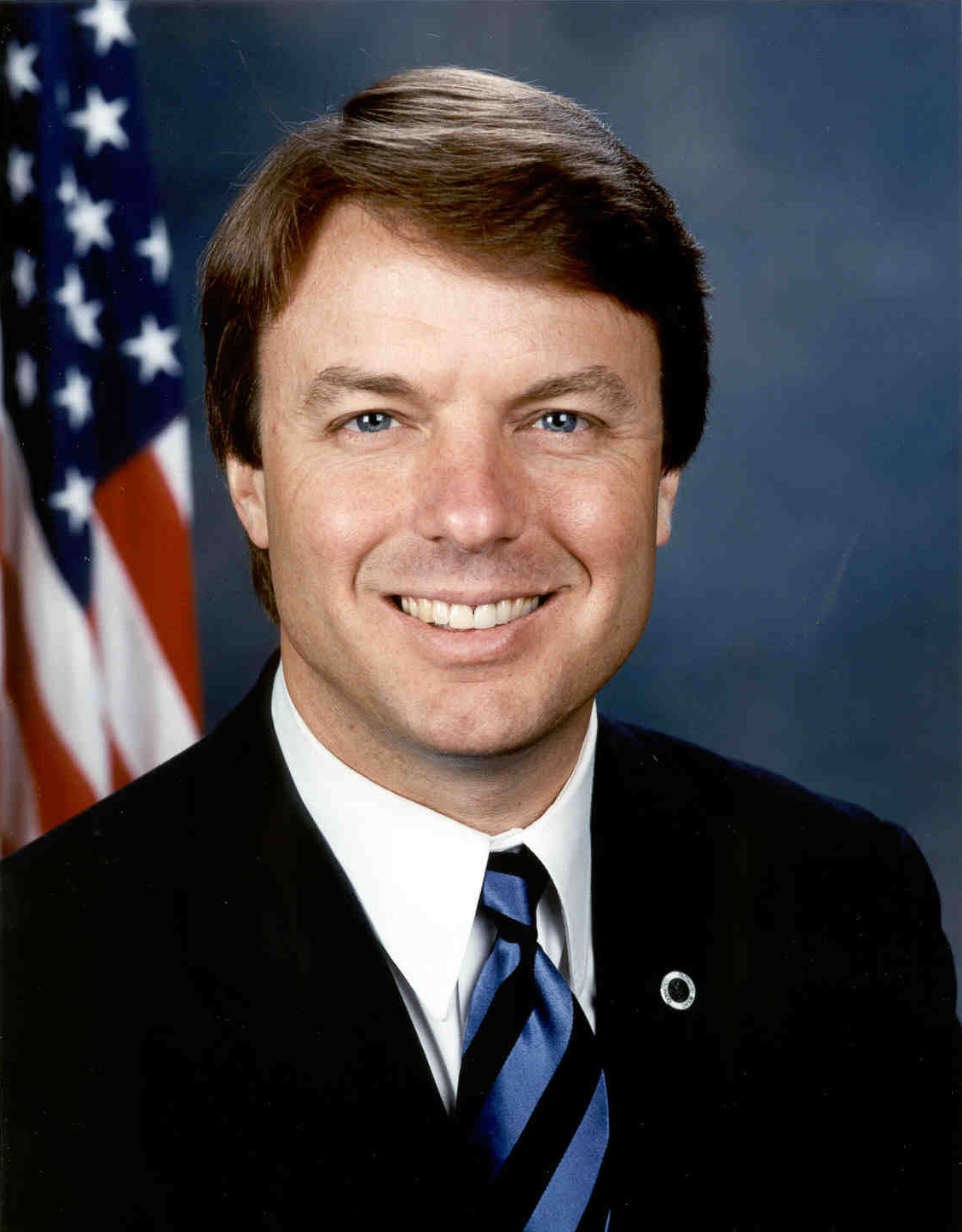
John Edwards

Johnny Reid „John“ Edwards (* 10. Juni 1953 in Seneca, Oconee County, South Carolina) ist ein US-amerikanischer Politiker und war von 1999 bis 2004 einer der beiden Senatoren des Staates North Carolina. 2004 und 2008 bewarb sich Edwards als demokratischer Bewerber bei den Vorwahlen zur Präsidentschaftswahl, unterlag im Jahr 2004 jedoch John Kerry, Senator aus Massachusetts; Edwards wurde aber dessen Kandidat für das Amt des Vizepräsidenten. Im Januar 2008 zog Edwards seine Kandidatur zur Präsidentschaftswahl nach Misserfolgen in mehreren Vorwahlen vorzeitig zurück und unterstützte später Barack Obama.

## Leben
John Edwards wuchs in der Kleinstadt Robbins in North Carolina in einer methodistischen Familie auf. Sein Vater Wallace war Produktionsleiter in einer Textilfabrik, seine Mutter Catharine Postangestellte. 1974 schloss er sein Studium an der North Carolina State University ab. Ab 1975 studierte er an der University of North Carolina Jura und heiratete seine Kommilitonin Elizabeth Anania. 1979 kamen sein Sohn Wade und 1980 seine Tochter Catherine zur Welt. 1996 kam Wade kurz vor seinem 17. Geburtstag infolge eines Autounfalls ums Leben. 1999 wurde seine Tochter Emma Claire geboren, 2001 kam sein viertes Kind Jack zur Welt. Am 7. Dezember 2010 starb seine Frau Elizabeth im Alter von 61 Jahren an Brustkrebs. Elizabeth hatte sich Anfang 2010 wegen einer Affäre von John Edwards getrennt.
Im August 2008 sagte Edwards zu ABC News, dass er eine außereheliche Beziehung mit der Schauspielerin Rielle Hunter gehabt und während seines Wahlkampfes im Jahr 2008 über diese Sache gelogen habe. Er behauptete weiterhin, nicht der Vater ihres Kindes zu sein, und erklärte, dass dies bedarfsweise über einen Vaterschaftstest bestätigt werden könnte. Rielle Hunter verzichtete allerdings darauf. Am 21. Januar 2010 räumte John Edwards die Vaterschaft ein.

## Berufsleben
Vor seinem Einstieg in die Politik arbeitete Edwards als Rechtsanwalt für Schadensersatzfälle; spezialisiert war er unter anderem auf Klagen gegen Entbindungsstationen bzw. deren Krankenhäuser.

## Politische Karriere

### Senator
Eigenen Angaben zufolge veranlasste der Unfalltod seines Sohnes Wade 1996 John Edwards, in die Politik zu gehen. 1998 wurde er zum Senator von North Carolina gewählt und trat das Amt am 3. Januar 1999 an. Bei der Senatswahl 2004 kandidierte er nicht erneut, sondern unterstützte Erskine Bowles, der jedoch dem Republikaner Richard Burr unterlag.
1999 vertrat er Bill Clinton während des Amtsenthebungsverfahrens wegen der Lewinsky-Affäre vor dem Untersuchungsausschuss. Bei den Präsidentschaftswahlen 2000 war John Edwards in der engeren Auswahl als Kandidat für das Amt des Vizepräsidenten unter Al Gore, der sich jedoch schließlich für Joseph Lieberman als running mate entschied.

### Präsidentschaftskandidat
2004 kandidierte Edwards für das Amt des Präsidenten. Gegen Ende der Vorwahlen war er der gefährlichste Konkurrent des Favoriten John Kerry. Am 3. März trat er jedoch von seiner Kandidatur zurück, nachdem er Kerry am 2. März, dem zweiten Super Tuesday, in acht von zehn Staaten unterlegen war. Am 6. Juli 2004 gab John Kerry bekannt, dass, falls er am 2. November die Wahl gewinne, der zum „linken“ Flügel der Demokratischen Partei gezählte John Edwards sein Vizepräsident werde.
Am 28. Juli 2004 hielt Edwards auf dem Parteitag der Demokraten seine Nominierungsrede für die Vizepräsidentschaft. Im außenpolitischen Teil bezog er ähnliche Positionen wie John Kerry am folgenden Tag; der innenpolitische Teil seiner Rede war dagegen nach amerikanischer Auffassung ausgesprochen „liberal“. So forderte er eine merkliche Steuererhöhung für Reiche und Großkonzerne und die Einführung oder den Ausbau diverser Sozialprogramme, z. B. eine großzügige Teilübernahme der hohen Studiengebühren durch den Staat, Bekämpfung von Armut, bezahlbare Krankenversicherung für jedermann, Kampf gegen Firmen, die Arbeitsplätze ins Ausland verlagern, und Ähnliches. Kerry und Edwards unterlagen letztlich den Amtsinhabern George W. Bush und Dick Cheney.

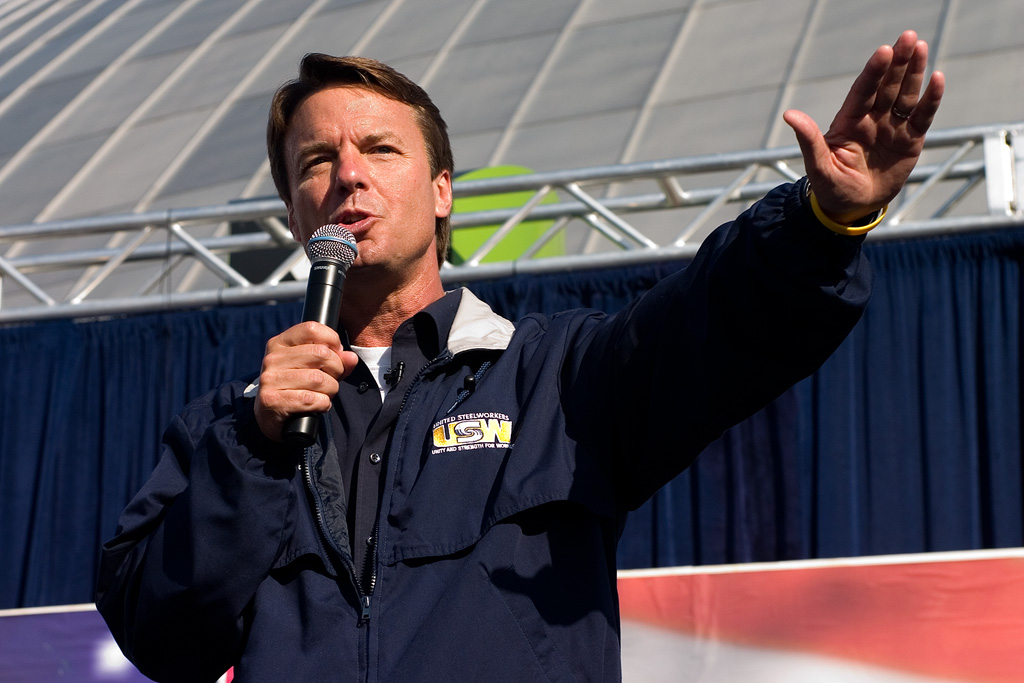
John Edwards im September 2007 in Pittsburgh

Am 28. Dezember 2006 verkündete John Edwards auf seiner Website, dass er in den Präsidentschaftswahlen 2008 für die Demokraten antreten wolle. Seine Kampagne trug den Namen Tomorrow begins today. Wie in früheren Kampagnen setzte Edwards auf einen Ausbau der Krankenversicherung für alle Amerikaner, den „Wiederaufbau der Amerikanischen Mittelschicht“ sowie den Kampf gegen die Armut. Des Weiteren versprach er, sich für die Anerkennung von harter Arbeit und nicht nur von Wohlstand in der Gesellschaft einzusetzen. Er galt neben Hillary Clinton und Barack Obama als dritter Spitzenkandidat der Demokratischen Partei; am 30. Januar 2008 zog sich Edwards jedoch aus dem Rennen um die Präsidentschaft zurück, nachdem er bei den Vorwahlen nur schwache Ergebnisse erzielt hatte.
Am 15. Mai 2008 erklärte Edwards, Barack Obamas Bewerbung zu unterstützen. Im Gegenzug wurde spekuliert, er könnte in der neuen demokratischen Regierung ein Amt erhalten; ein solches fiel ihm jedoch nicht zu.

### Anklage
Am 12. April 2012 begann in North Carolina ein Gerichtsprozess gegen Edwards. Ihm wurde vorgeworfen, im Vorwahlkampf für die Präsidentschaft 2008 etwa 750.000 Dollar an Spendengeldern unrechtmäßig abgezweigt und für private Zwecke missbraucht zu haben. Insbesondere habe er mit diesem Geld seiner Geliebten Geschenke gemacht; seine Affäre mit ihr sollte nicht an die Öffentlichkeit geraten. Weiter stand der Vorwurf im Raum, dass die angenommenen Spenden höher gewesen seien als für politische Kandidaten gesetzlich zugelassen. Edwards plädierte auf nicht schuldig und behauptete, es handele sich bei dem Geld um private Geschenke von Freunden. Somit habe weder eine gesetzliche Obergrenze hinsichtlich der Summe gegolten noch eine Bindung hinsichtlich der Verwendung.
Im Juni platzte der Prozess gegen ihn wegen Uneinigkeiten in der Gerichtsjury.